# Tigre (Caño Mánamo)
Tigre je je rijeka na sjeveroistoku Venezuele duga 304 km. Pritoka je rukavca Caño Manamo rijeke Orinoco.

## Karakteristike
Tigre izvire nešto zapadnije od grada El Tigre. Od tamo teče prema istoku preko grada El Tigre i Države Anzoátegui do ušća u Caño Manamo, rukavac Orinoca.

## Vanjske poveznice
- Hidrografía (Síntesis explicativa)  Arhivirana inačica izvorne stranice od 26. srpnja 2019. (Wayback Machine) (šp.)